# Віденський інститут Візенталя Досліджень Голокосту (VWI)
Віденський інститут Візенталя Досліджень Голокосту (VWI) є науково-дослідним центром, діяльність якого присвячена дослідженням, документування та вивчення всіх аспектів антисемітизму, расизму та Голокосту, включаючи причини виникнення та наслідки. Створення інституту було заплановано Симоном Візенталем за сприяння міжнародних та австрійських дослідників.. Інститут розташований у Відні (Австрія) і фінансується з бюджету міста Відня та Федерального Міністерства Науки, Досліджень та Економіки.

## Історія створення
В останні роки свого життя Симон Візенталь хотів зробити свій архів доступним для подальших досліджень і планував, щоб архів послужив основою для досліджень Голокосту у Відні. Таким чином коли Єврейська громада Відня (IKG), спільно з науковими інститутами, що базуються у Відні, прийшли до нього з ідеєю створення Центру досліджень Шоа, він - спільно з австрійськими та міжнародними дослідниками - особисто брав участь у розробці концепції функціонування Інституту до самої своєї смерті в 2005 році.
VWI був створений в 2009 році і з 2012 року функціонує на повну силу.

## Структура Інституту
Підтримка VWI здійснюється в рамках асоціації, що складається з Єврейської громади Відня (IKG), Центру Єврейської документації, Центру Документації Австрійського Опору, Інституту Сучасної Історії у Віденському університеті, Єврейського Музею Відня, Міжнародного Альянсу Пам'яті жертв Голокосту та Центру Історії Єврейської Культури в університеті міста Зальцбурга
У Раду директорів VWI наззначалися представники організацій, які створили підтримуючу асоціацію. Рада має найвищі повноваження для прийняття рішень з усіх організаційних аспектів діяльності VWI.
Міжнародний академічний Консультативний комітет є ключовим органом у всіх академічних питаннях. Комітет складається з, принаймні, дванадцяти всесвітньо відомих експертів, з яких щонайменше дев'ять повинні здійснювати активну діяльність за кордоном, і не більше ніж трьом дозволено бути від австрійських академічних інститутів. Особлива увага приділяється тому, щоб комісія залишилася міждисциплінарною.
У повсякденних питаннях роботою інституту керує Директор, функціонування забезпечується Директором програми досліджень і співробітниками VWI, які відповідають за бібліотеку, архів, публікації, зв'язками з громадськістю та офісним менеджментом. Області діяльності поділяються на три основні категорії: дослідження, документація та освіта. В рамках цих категорій інститутом розглядаються всі питання, пов'язані з антисемітизмом, расизмом та Голокостом, включаючи причини виникнення та наслідки 

## Головні сфери діяльності
Дослідження в VWI носять міжнародний і міждисциплінарний характер. Процес здійснюється в одній з двох форм: з одного боку, існує програма, яка щорічно оголошує стипендії для дослідників, старших і молодших наукових співробітників, в той час, як з іншого боку здійснюються дослідницькі проекти різної тривалості, ініційовані самим VWI. Різні дослідницькі проекти з історії антисемітизму і Голокосту вже розроблені і знаходяться на стадії впровадження, або представлені на затвердження

З осені 2012 року Інститут приймає два старших, два дослідних і чотири молодших стипендіатів щороку. Загалом, конкурс оголошується в кінці кожного календарного року. Рішення по грантам приймається під комісією Міжнародного академічного Консультативного комітету і співробітником дослідницького персоналу інституту VWI навесні кожного року.
Архів інституту VWI, що складається з фондів архіву Симона Візенталя і матеріалів архіву IKG, пов'язаних з Голокостом, а також безперервно зростаюча наукова бібліотека призначені для задоволення документатівной мети інституту, тоді як проводимі академічні заходи - як, наприклад, лекції, конференції, семінари та виступи у громадській сфері - призначені для надання інформації та освіти.
S:I.M.O.N.- Шоа: Заходи. Методи. Документація. [Архівовано 27 липня 2018 у Wayback Machine.] - публікація конспектів лекцій Симона Візенталя, робочі документи стипендіатів та статті, відібрані Редакційним комітетом,– являють собою електронний журнал інституту. Серія книг, що випускаються VWI, редагується Віденським Видавничим домом «нова академічна преса». Випускається піврічний бюлетень інституту німецькою мовою під назвою VWI im Fokus (У фокусі - VWI) [Архівовано 7 серпня 2016 у Wayback Machine.], який містить інформацію про всі майбутні події та заходи.

## Заходи
Для досягнення своїх цілей інститутом VWI організовуються різні види громадських заходів в пам'ять про Шоа.
«Лекції Симона Візенталя», які тепер стали товарним знаком заходів, які проводяться під егідою VWI, спрямовані на ознайомлення широкої громадськості з результатами поточних досліджень Голокосту за допомогою відомих міжнародних дослідників. Наприкінці календарного року VWI організовує свої щорічні «Конференції Симона Візенталя», а проведення невеликого семінару на початку літа призначається для обговорення останніх тенденцій в галузі досліджень Голокосту. «VWI-Визуал» прагне представити широкій громадськості невідомі або забуті найважливіші деталі в області подання Голокосту у візуальних медіа-ресурсах.
Заходи, організовувані інститутом у громадській сфері за випадками певних подій, носять інноваційний, а іноді провокативний і нетрадиційний характер.